# باري بلاك
باري بلاك (بالإنجليزية: Barry Black)‏ هو ضابط أمريكي، ولد في 1 نوفمبر 1948 في بالتيمور في الولايات المتحدة.